# NGC 3107
NGC 3107 (również PGC 29209 lub UGC 5425) – galaktyka spiralna (Sbc), znajdująca się w gwiazdozbiorze Lwa. Odkrył ją William Herschel 22 marca 1794 roku.